# Begonia calderonii
Begonia calderonii là một loài thực vật có hoa trong họ Thu hải đường. Loài này được Standl. mô tả khoa học đầu tiên năm 1930.